# Ціль номер один (фільм, 1997)
Ціль номер один (англ. Executive Target) — бойовик.

## Сюжет
Потрапивши в спритно розставлені пастка злочинців, Нік повинен здійснити пограбування банку. У разі відмови бандити обіцяють вбити його дружину. Після вдалого пограбування, не бажаючи відпускати Ніка, вони знову шантажують його, змушуючи брати участь у найскандальнішому злочині століття. Обдурений Нік змушений захопити заручника — президента Сполучених Штатів Америки.

## У ролях
- Майкл Медсен — Нік Джеймс
- Рой Шайдер — президент Карлсон
- Кіт Девід — Ламар
- Енджи Еверхарт — Лесі
- Дейтон Каллі — Бела
- Кеті Крістоферсон — Надя Джеймс
- Гарет Вільямс — Клей Ріпплі
- Роберт Міано — Джек
- Маттіас Хьюз — Вік
- Майк Дженовезе — детектив Смокі
- Джекобсен Харт — Рей
- Джессіка Кашман — детектив Грін
- Яна Роббінс — Дороті
- Сел Ланді — Лютер
- Ленс ЛеГолт — Мур
- Пітер Аллас — Сміт
- Ден Мартін — Картер
- Девід «Шарк» Фралік — Сімпсон
- Мішель Коллуччі — перша леді
- Роберт Картер — провідний агент
- Рей Ласка — охорона
- Френк Стейжер — ув'язнений
- Джордж «Бак» Флауер — промивач вікон
- Керолін Рені Сміт — танцюристка
- Кевін ЛаРоса — пілот
- Вейн Ф. Річардсон — пілот
- Рік Шустер — пілот